# Katja, die ungekrönte Kaiserin (1959)
Katja, die ungekrönte Kaiserin (Originaltitel: Katia, auch in der Schreibweise Katja die ungekrönte Kaiserin) ist ein französisches Filmdrama von Regisseur Robert Siodmak aus dem Jahr 1959, nachempfunden dem Roman der französischen Schriftstellerin Prinzessin Marthe Bibesco, der seinerseits frei die Lebensgeschichte von Jekaterina Dolgorukowa erzählt. Die Hauptrollen sind mit Romy Schneider und Curd Jürgens besetzt.

## Handlung
St. Petersburg 1865: In der Mitte des 19. Jahrhunderts herrschte über Russland Zar Alexander II, der als Befreier der Leibeigenen in die Geschichte eingegangen ist. Der verheiratete Zar lernt bei der Besichtigung eines Mädcheninternats die aufsässige Prinzessin Katja Dolgoruki kennen und lieben. Er lädt sie auf den Hofball in seinem Winterpalais ein, wo er mit ihr den Ball mit dem entsprechenden Tanz eröffnet. Um dem Gerede am Hof zu entgehen, denn die Liebe beider zueinander ist kein Geheimnis mehr, schickt er Katja für eine lange Zeit nach Frankreich.
Bei der Pariser Weltausstellung 1867, bei der er von Napoleon III. empfangen wird, entgeht der Zar nur knapp einem Attentat. Katja wird Zeugin dieses Vorfalls, woraufhin sie und Alexander II. sich das Versprechen geben, sich nie mehr zu trennen. Er holt Katja zurück nach St. Petersburg, wo sie zuerst als Hofdame seiner Frau und später an seiner Seite als morganatische Ehefrau lebt. Immer wieder kommt es zu Anschlägen auf das Paar, das eine tiefe Liebe verbindet.
Der Zar, der schon seit geraumer Zeit an einer neuen Verfassung arbeitet, die seinen Untertanen wesentlich mehr Rechte und Freiheiten bringen soll, fällt kurz vor der schon geplanten Verkündung einem Attentat zum Opfer.

## Produktionsnotizen, Veröffentlichung
Der Film wurde vom 3. August bis zum 7. Oktober 1959 gedreht. Als Atelier dienten die Studios de Boulogne, Paris. Die Außenaufnahmen entstanden in Paris und Wien. Jean d’Eaubonne schuf die Filmbauten, die Kostüme entwarf Rosine Delamare.
In der Bundesrepublik Deutschland wurde der Film von der Gloria Filmverleih AG vertrieben. Die Uraufführung erfolgte am 22. Dezember 1959 im Kino Ufa-Atlantic in Bochum sowie im Astoria Wanne-Eickel. Die französische Erstaufführung war am 20. Januar 1960 in Paris. Alternativtitel in Frankreich Une jeune fille un seul amour.
Veröffentlicht wurde der Film zudem 1960 in Finnland, 1961 in Mexiko und Portugal und 1963 in den USA (New York). Weitere Veröffentlichungen erfolgten in Bulgarien, Brasilien, Griechenland, Ungarn, Italien, in der Türkei und in Jugoslawien. Die englischen Titel lauten Adorable Sinner und Magnificent Sinner.
Der Film wurde am 2. Dezember 2003 von Studiocanal innerhalb der „Romy Schneider Edition“ auf DVD veröffentlicht. Eine weitere Veröffentlichung auf DVD erfolgte am 14. Oktober 2013 von Alive.

## Hintergrund
Bei Katja, die ungekrönte Kaiserin handelt es sich um die Neuverfilmung eines bekannten, französischen Vorkriegsfilms. Maurice Tourneur drehte 1938 Katia mit Danielle Darrieux als Katja und John Loder als Zar Alexander.

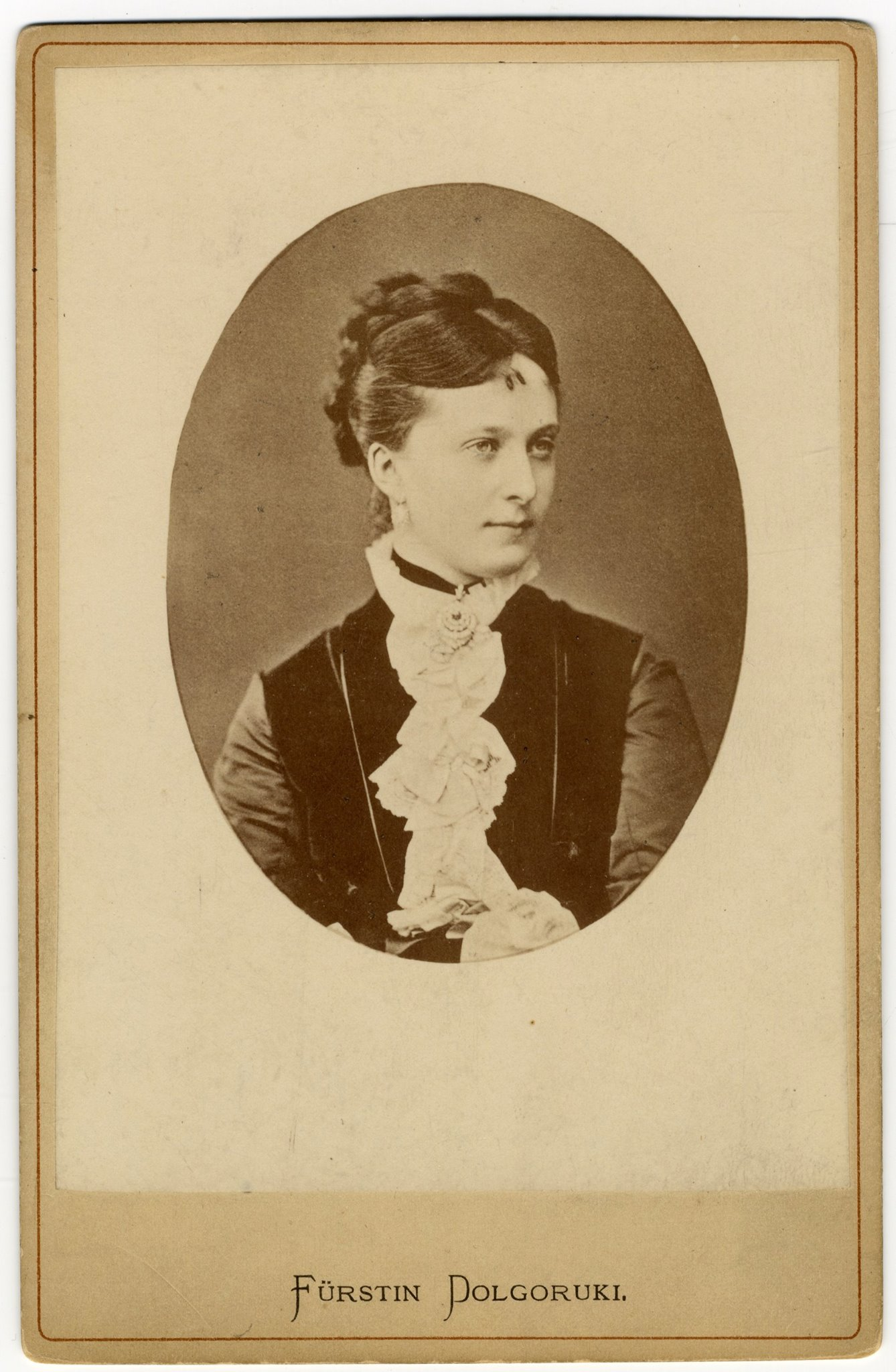
Katharina Dolgoruki

Jekaterina Michailowna Dolgorukowa (1847–1922) war in der Tat die jugendliche Geliebte und dann morganatische Ehefrau des Zaren Alexander II. von Russland (1818–1881). Zwischen beiden bestand ein Altersunterschied von 29 Jahren. Anders als im Film suggeriert wird, sorgte der Zar für Katharina und ihre Geschwister, seit er die fast Zehnjährige kennengelernt hatte, deren Vater aufgrund seiner Verschwendungssucht verarmt starb. Er ließ die Kinder auf seine Kosten ausbilden und gestand Katharina schon früh seine Liebe. 1866 erhörte sie ihn, 1867 wurde die Affäre der beiden öffentlich. 1868 bekam das Paar seinen ersten Sohn, der noch im Säuglingsalter starb, 1872 wurde ihnen ein weiterer Sohn geboren, 1873 eine Tochter, 1876 wiederum ein Sohn und 1878 noch eine Tochter. 1880 starb Zarin Maria Alexandrowna, gut einen Monat später ließ sich Alexander mit Katharina trauen und legitimierte beide Kinder als seine eigenen. Er war sogar bereit abzudanken, um mit seiner Familie ein Leben an der französischen Riviera zu führen. Am 13. März 1881 fiel der Zar einem Bombenanschlag zum Opfer. Katharina verließ nur wenige Tage nach der Beisetzung Russland für immer und siedelte 1888 nach Nizza über, den Ort, in dem ihr Mann und sie nach seiner Abdankung hatten leben wollen. Sie starb dort weitgehend vergessen im Alter von 74 Jahren.

## Kritik
Der Publizist und Autor Dirk Jasper meinte, die Produktionsfirma habe sich „nicht lumpen“ lassen: „Prachtvolle Bauten, glanzvolle Dekors und neben einem vortrefflichen Curd Jürgens natürlich der Star Romy Schneider zeichnen dieses Remake des gleichnamigen Films von Maurice Tourneur (aus dem Jahre 1938) aus.“

„Publikumswirksamer Bilderbuchfilm über die Geliebte des Zaren Alexander II., der 1881 einem Attentat zum Opfer fällt, ehe er die junge Dame zur Zarin krönen kann. Eine Art ‚Sissi‘ mit russifizierten Namen.“

„Bei ‚Katja, die ungekrönte Kaiserin‘ handelt es sich um die Neuauflage des gleichnamigen Dramas von Maurice Tourneur aus dem Jahre 1938. Robert Siodmak (‚Nachts, wenn der Teufel kam‘) wollte an den Erfolg der ‚Sissi‘-Reihe anknüpfen, was ihm allerdings nicht gelang.“